# Nackberg
Auf einem kleinen Ausläufer der Muschelkalk-Schichtstufe des Saargau liegt das bereits im Jahre 1939 auf Betreiben des Botanikers Paul Haffner ausgewiesene Naturschutzgebiet Nackberg auf Stadtgebiet der Kreisstadt Merzig/Saar. 

## Flora und Fauna
Das NSG Nackberg ist auf dem Berggrat überwiegend Halbtrockenrasen oder Salbei-Glatthaferwiesen bewachsen, die teilweise auch als Streuobstwiese genutzt werden. In diesen Streuobstwiesen sind verschiedene Orchideenarten (z. B. Purpurknabenkraut, Pyramiden-Orchis und Mücken-Händelwurz) zu finden. Früher wurde auf dem Grat an einigen Stellen auch gipshaltiges Gestein abgebaut; diese sind heute gehölzbestanden oder haben sich im Rahmen der Pflege zu Halbtrockenrasen entwickelt. Die an Kalk-Halbtrockenrasen angepassten Pflanzen- und Tierarten (besonders verschiedene Schmetterlingsarten wie Waldreben-Fensterschwärmerchen, Aurelia-Scheckenfalter und der Rundaugen-Mohrenfalter) sind wesentlicher Grund für entsprechende Schutzbemühungen im Naturschutzgebiet. 1997 wurde das Naturschutzgebiet durch die angrenzenden Hänge mit Streuobstbeständen, Heckenstreifen und Wiesenflächen erweitert.

## Apfelsortengarten
Der NABU Saar hat in Kooperation mit der Kreisstadt Merzig ab 2001 auf dem Nackberg einen Apfelsortengarten mit mehr als 100 altbekannten Sorten und großen Streuobstbestände mit mehreren 1000 hochstämmigen Obstbäumen (Apfel, Birne) angelegt.

## Galerie

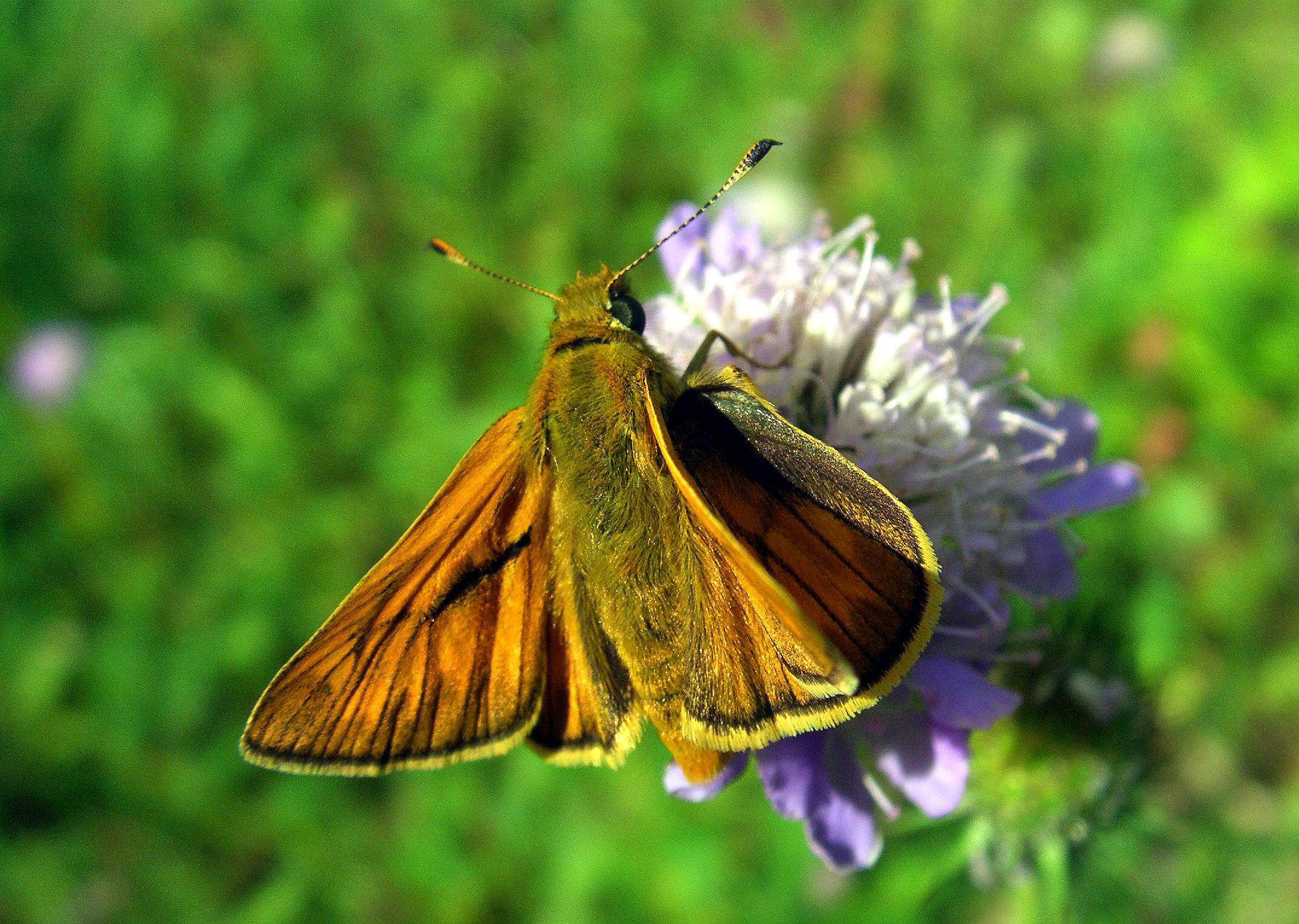
Schmetterling Ochlodes sylvanus
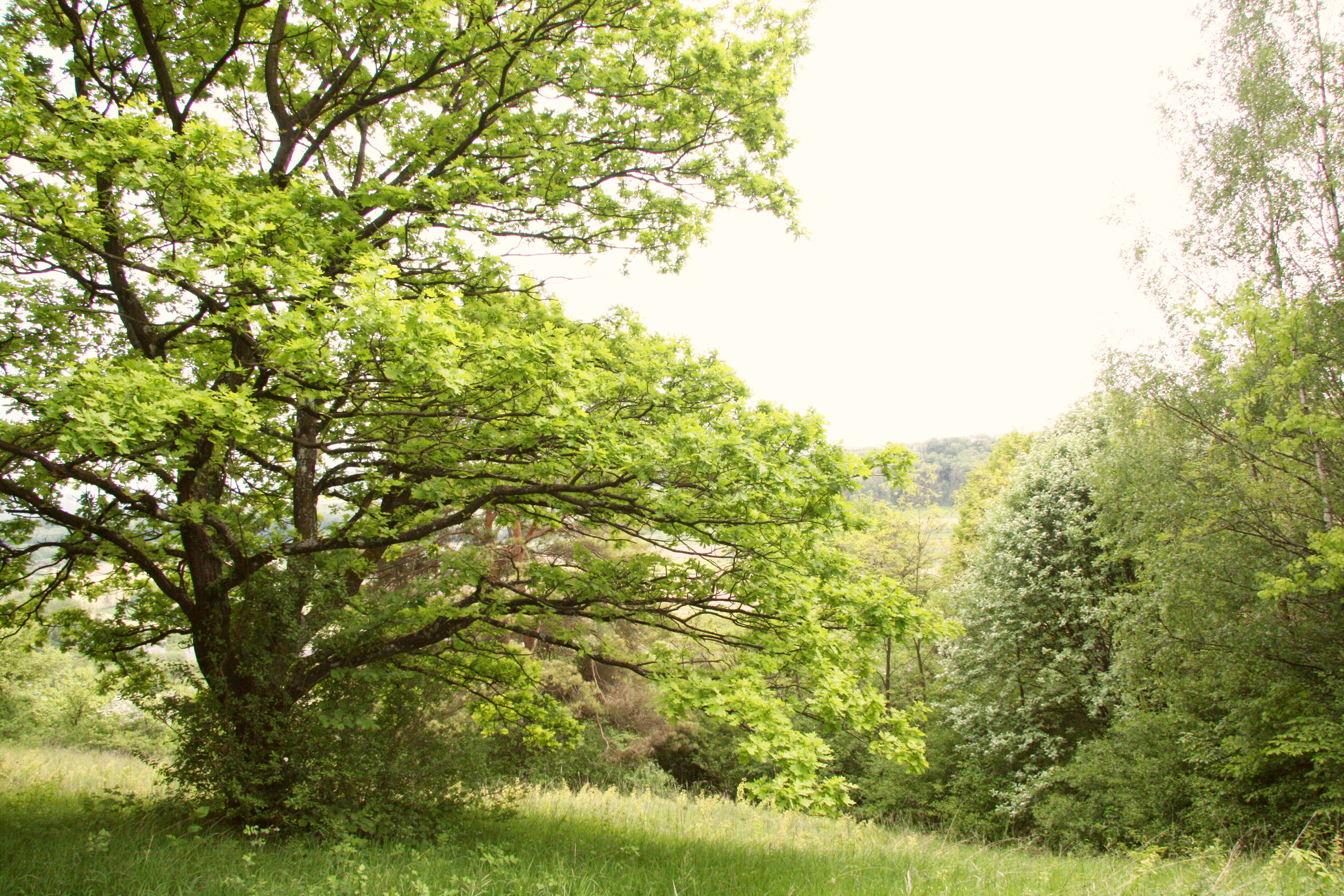
Verbuschung in den ehemaligen Gipsgruben
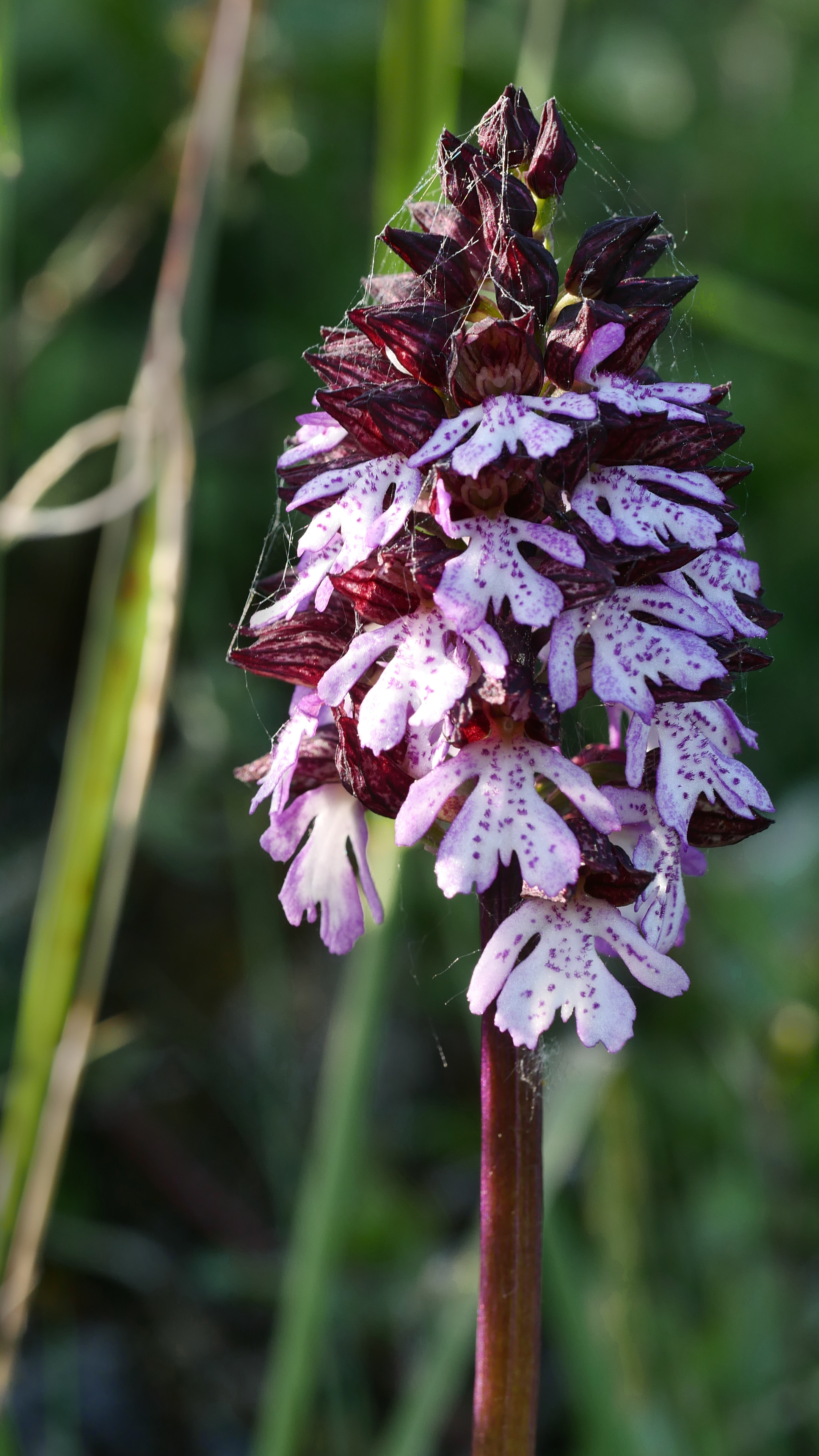
Purpurknabenkraut
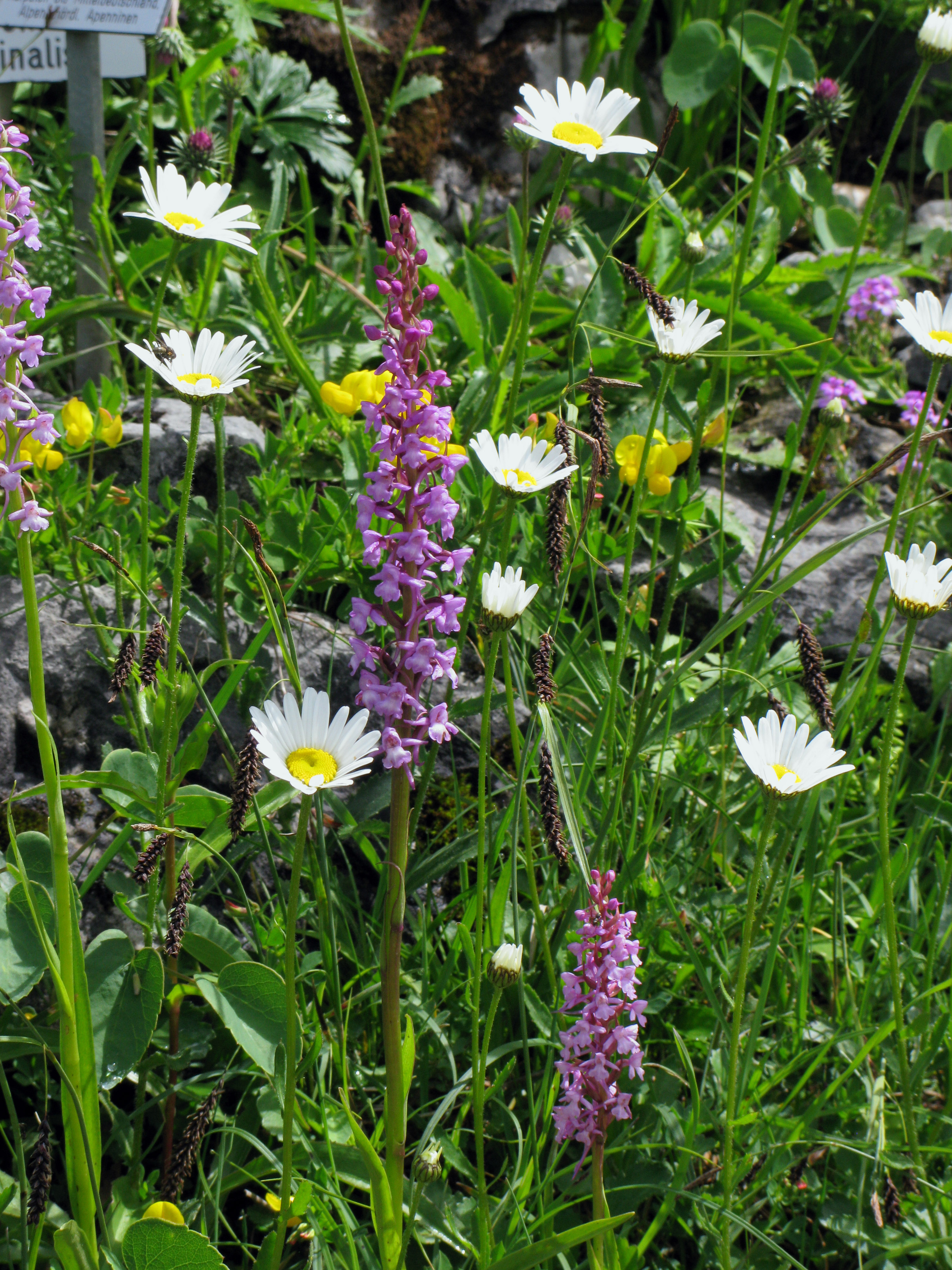
Mücken-Händelwurz
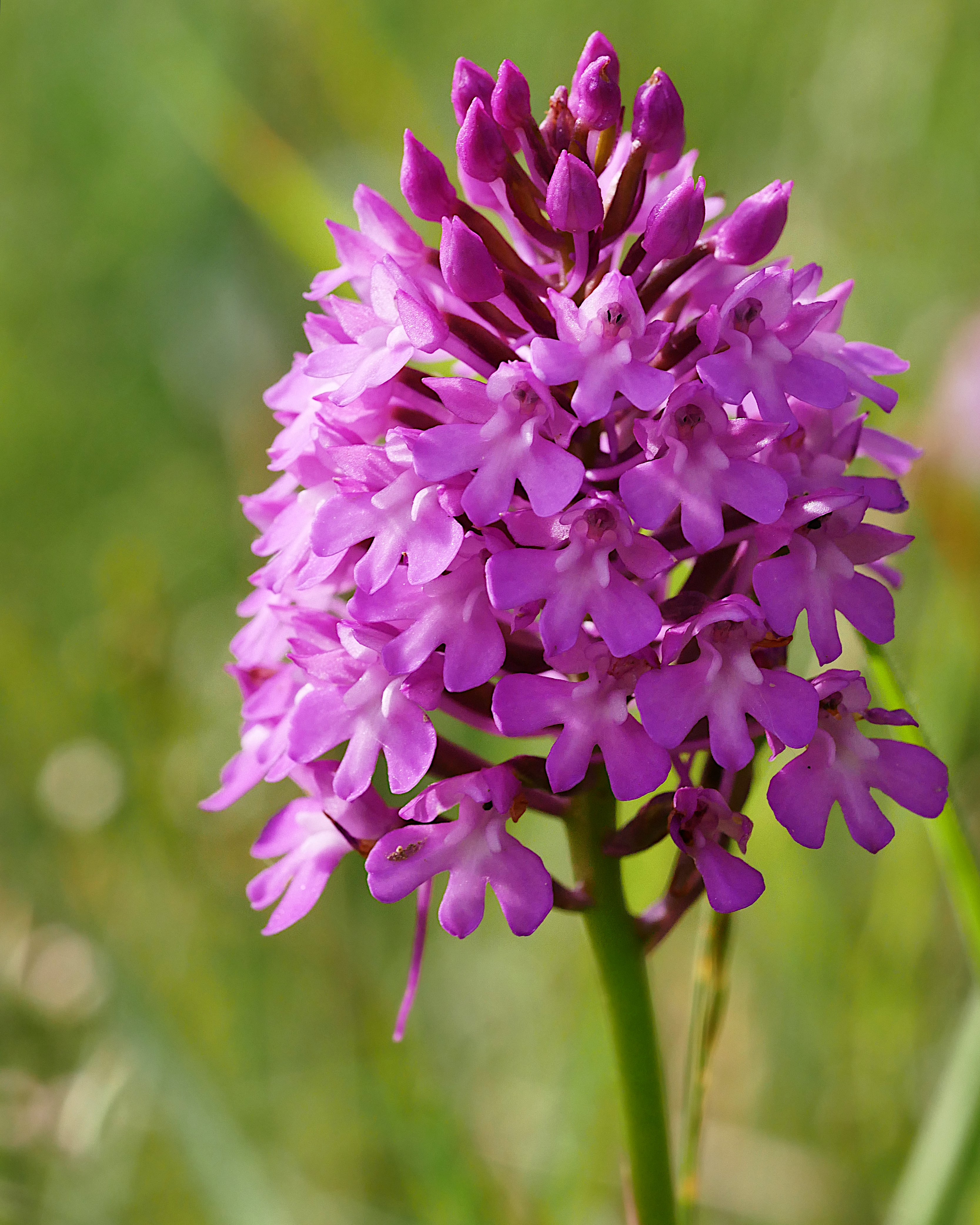
Pyramiden-Orchis
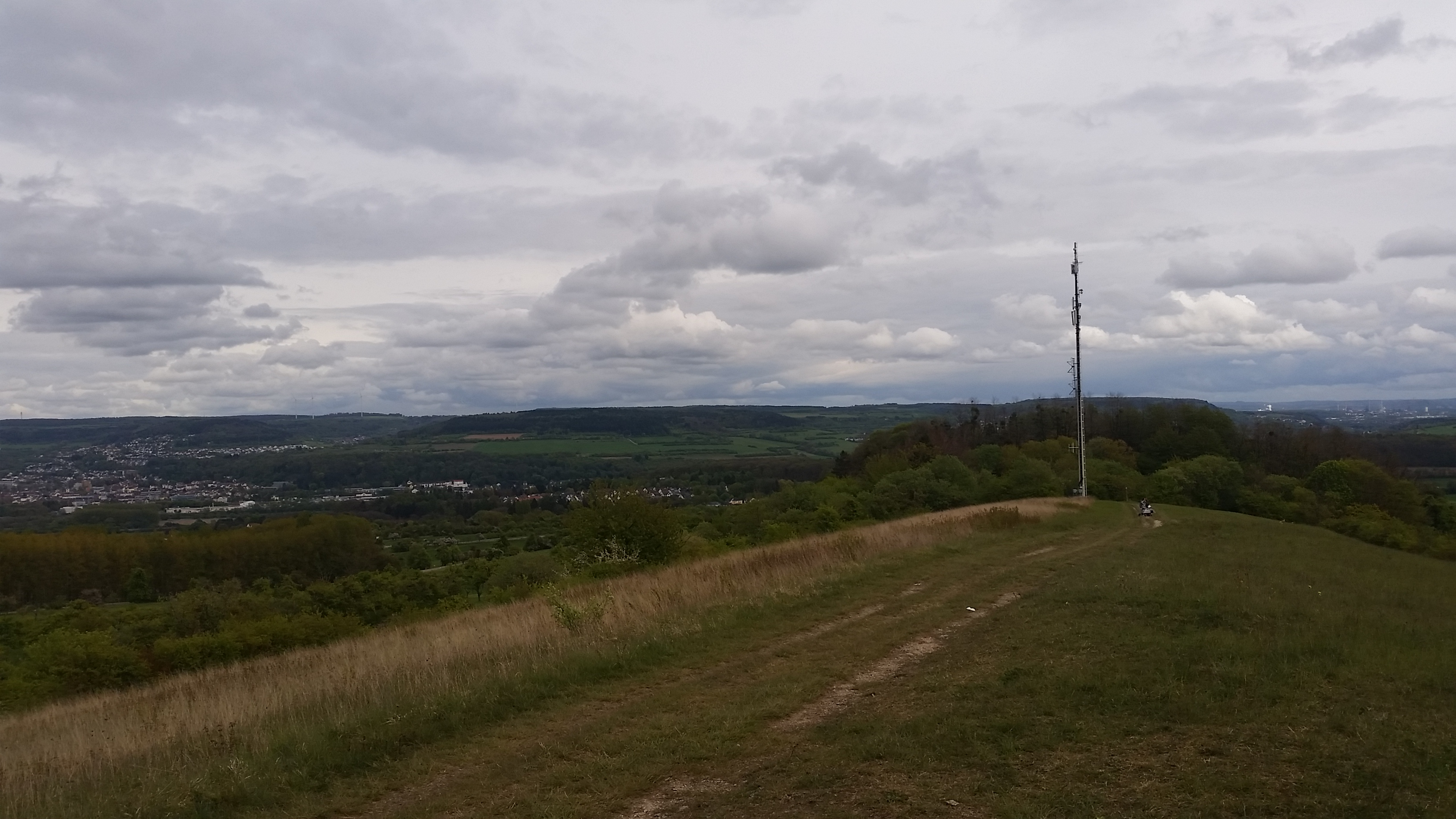
Trockenwiese an der Sendeanlage Nackberg
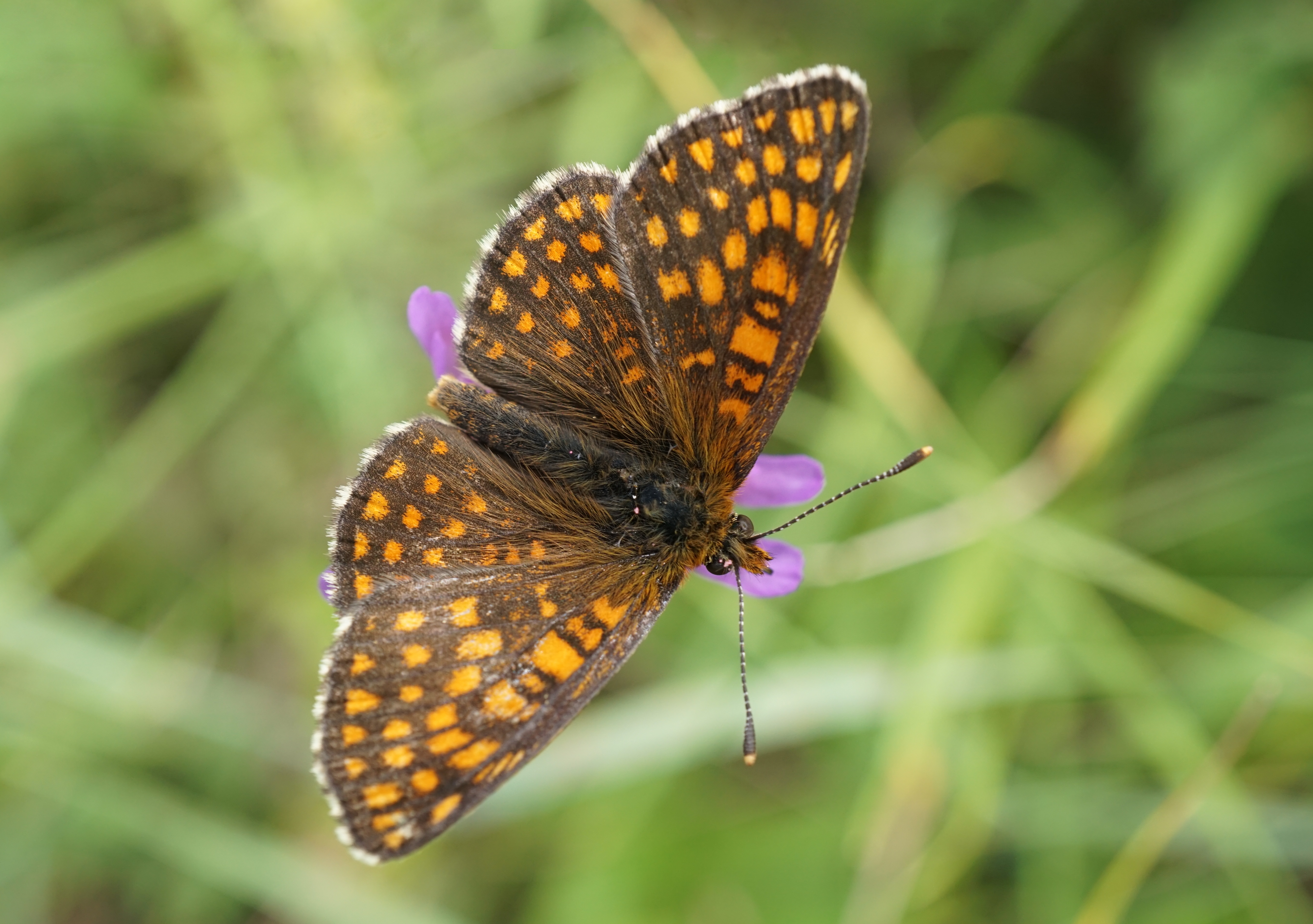
Aurelia-Scheckenfalter
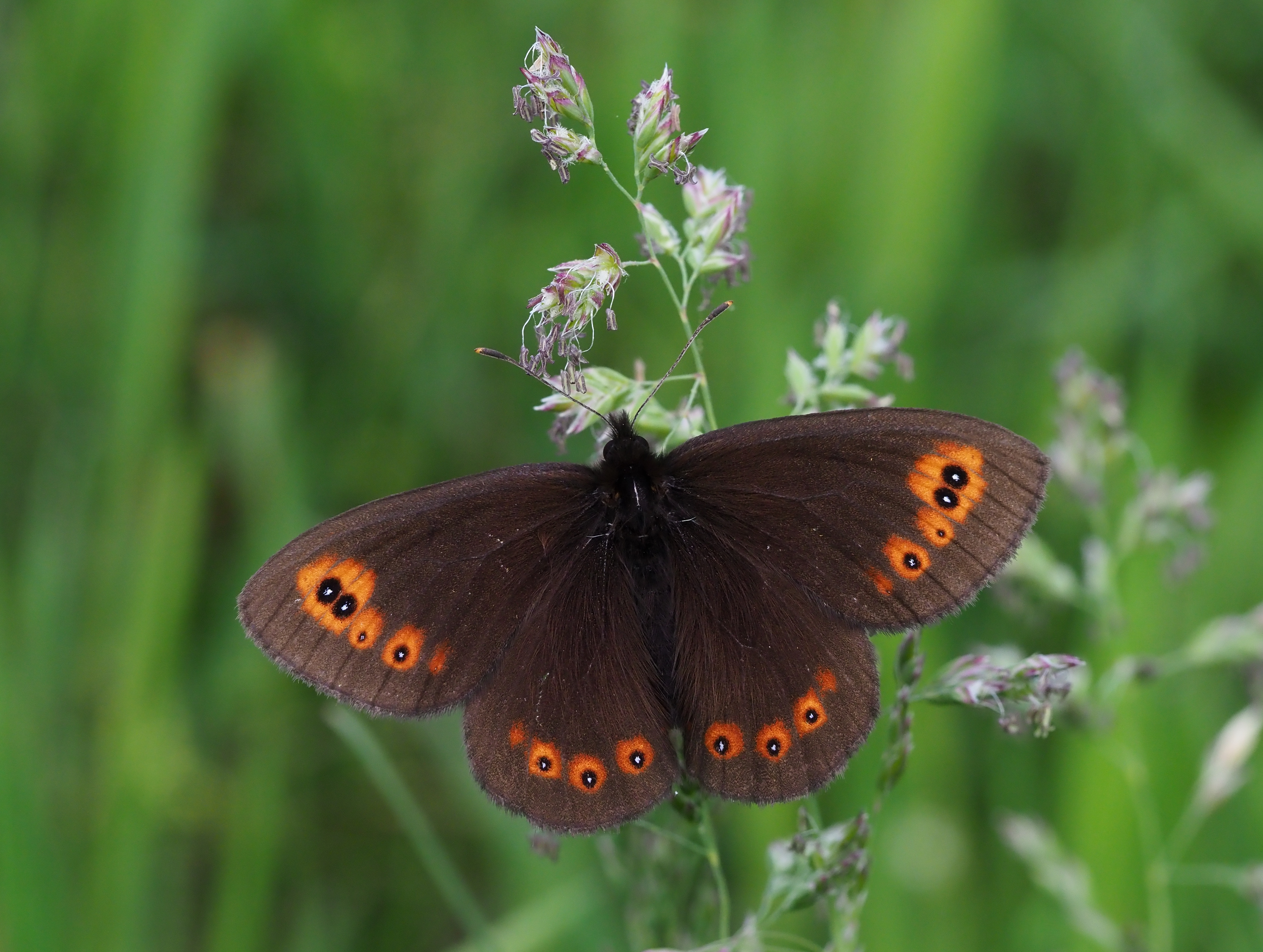
Rundaugen-Mohrenfalter

## Nachweise
1. ↑  Landschaftsschutzgebiete in der Kreisstadt Merzig. Abgerufen am 3. Juli 2023 (deutsch).
2. ↑  Schutzgebiet Nackberg - NABU. Abgerufen am 3. Juli 2023.
3. ↑  Alte Birnensorten tragen zur Artenvielfalt bei! – NABU Merzig e.V. 3. Oktober 2015, abgerufen am 3. Juli 2023 (deutsch).